# Postdistributionscenter
 Der er for få eller ingen kildehenvisninger i denne artikel, hvilket er et problem. Du kan hjælpe ved at angive troværdige kilder til de påstande, som fremføres i artiklen.

Et postdistributionscenter er et sted hvorfra postomdeling (postdistribution) foregår. Tidligere foregik postomdelingen fra posthuse, hvilket ikke længere er tilfældet. I enkelte tilfælde er der fortsat posthus og distributionscenter i den samme bygning eller på samme sted. 
Adskillelsen i posthuse og distributionscentre er sket af effektiviseringsårsager. Denne adskillelse er også den primære årsag til at anmeldte forsendelser som hovedregel først kan afhentes næstkommende dag (eller fr.o.m. kommende mandag hvis forsendelsen anmeldes på en lørdag); efter at brev- og pakkeomdelerne (i folkemunde postbude) efter afsluttet rute er vendt tilbage til distributionscentret indsamles anmeldte forsendelser og køres ud til postbutik eller afhentningssted.